# Liste der Monuments historiques in Saint-Georges-d’Oléron
Die Liste der Monuments historiques in Saint-Georges-d’Oléron führt die Monuments historiques in der französischen Gemeinde Saint-Georges-d’Oléron auf.

## Liste der Bauwerke
| Bezeichnung       | Beschreibung                                                                       | Standort                                      | Kennzeichnung | Schutzstatus | Datum | Bild           |
| ----------------- | ---------------------------------------------------------------------------------- | --------------------------------------------- | ------------- | ------------ | ----- | -------------- |
| Fischzäune        | Ensemble aus fünf halbkreisförmigen Fischzäunen, vermutlich ab dem 15. Jahrhundert | Les Sables-Vignier (Lage)                     | PA17000099    | Inscrit      | 2012  |                |
| Kirche St-Georges | Erbaut ab dem 12. Jahrhundert                                                      | (Lage)                                        | PA00105175    | Classé       | 1931  | weitere Bilder |
| Maison Heureuse   | Kaserne, 1811; nach Plänen von Clément Camus in den 1930 zur Ferienanlage umgebaut | Boyardville Impasse avenue de la Plage (Lage) | PA17000066    | Inscrit      | 2004  |                |
| Villa Blockhaus   | 1950er Jahre, von Georges-René Fournier                                            | (Lage)                                        | PA00105321    | Inscrit      | 1992  |                |

## Liste der Objekte
| Bezeichnung          | Beschreibung                                      | Standort | Kennzeichnung | Schutzstatus | Datum | Bild |
| -------------------- | ------------------------------------------------- | -------- | ------------- | ------------ | ----- | ---- |
| Polissoir            | Stein, Neolithikum; im Museum Aliénor d'Aquitaine | (Lage)   | PM17001827    | Inscrit      | 1997  |      |
| Schiff zum Fischfang | Holz, 1909; im Hafen                              | (Lage)   | PM17000640    | Classé       | 1993  |      |

### Kirche St-Georges
Zum Verständnis siehe: Kirchenausstattung
| Bezeichnung                          | Beschreibung                                                           | Standort | Kennzeichnung | Schutzstatus | Datum | Bild |
| ------------------------------------ | ---------------------------------------------------------------------- | -------- | ------------- | ------------ | ----- | ---- |
| Skulptur Christus am Kreuz           | Holz, 17. Jahrhundert                                                  | (Lage)   | PM17001786    | Inscrit      | 1994  |      |
| Votivgabe: Schiffsmodell Louise      | Holz, Ende 19. Jahrhundert oder Anfang des 20. Jahrhunderts            | (Lage)   | PM17000389    | Classé       | 1958  |      |
| Skulptur Maria                       | Holz, vergoldet und polychrom gefasst, 18. Jahrhundert                 | (Lage)   | PM17000388    | Classé       | 1925  |      |
| Altar und Retabel                    | Holz, 17. Jahrhundert                                                  | (Lage)   | PM17000390    | Classé       | 1970  |      |
| Tabernakel                           | Holz, vergoldet, Ende 17. Jahrhundert oder Anfang des 18. Jahrhunderts | (Lage)   | PM17000646    | Classé       | 1918  |      |
| Skulpturenbüste der heiligen Barbara | Holz, polychrom gefasst, 18. Jahrhundert                               | (Lage)   | PM17000391    | Classé       | 1978  |      |
| Prozessionsfahne                     | Stoff, 1820/60                                                         | (Lage)   | PM17001785    | Inscrit      | 1994  |      |